# 山中一郎 (考古学者)
山中 一郎（やまなか いちろう、1945年9月4日 - 2013年7月21日）は、日本の考古学者。京都大学名誉教授。専門は先史考古学。博士（文学）（京都大学、1995年）。滋賀県出身。

## 略歴
- 1968年 京都大学文学部史学科（考古学専攻）卒業
- 1970年 パリ第1大学人文学部、マルセイユ大学理学部（フランス）留学
- 1976年
  - 京都大学大学院文学研究科考古学専攻博士課程単位取得退学
  - 奈良大学文学部専任講師
- 1978年 奈良大学文学部助教授
- 1984年 京都大学文学部史学科助教授（考古学講座）
- 1995年 京都大学文学部史学科教授（考古学講座）
- 1997年 京都大学総合博物館教授
- 2003年 京都大学総合博物館館長（2005年3月まで）
- 2007年 京都大学総合博物館館長
- 2009年 京都大学総合博物館教授を定年退職、同名誉教授

## 著書

### 単著
- 『石器研究のダイナミズム』（大阪文化研究会、1994年）
- 『フランスで知り合った人びと』（真陽社、2013年）

### 編著
- 『二上山旧石器遺跡をめぐる諸問題』<帝塚山大学考古学叢書第2輯>（帝塚山大学考古学研究室、1981年）

### 分担執筆
- 古代吉備研究会委員会編『環瀬戸内海の考古学 下巻-平井勝氏追悼論文集-』（吉備古代研究会、2002年）
- 礪波護、藤井譲治編『京大東洋学の百年』（京都大学学術出版会、2002年）